# Trofeum pamiątkowe Harry’ego Lindbladina
Trofeum Harry’ego Lindbladina (w j. fińskim Harry Lindbladin muistopalkinto) – nagroda drużynowa przyznawana za pierwsze miejsce w sezonie zasadniczym w fińskich rozgrywkach hokeja na lodzie Liiga (do 2013 SM-liiga).
Po raz pierwszy trofeum przyznano w sezonie 1975/1976. Patronem nagrody został fiński działacz hokejowy Harry Lindblad.

## Zdobywcy
- 1975/1976: TPS (1)
- 1976/1977: Tappara (1)
- 1977/1978: Tappara (2)
- 1978/1979: Ässät (1)
- 1979/1980: TPS (2)
- 1980/1981: Tappara (3)
- 1981/1982: TPS (3)
- 1982/1983: Jokerit (1)
- 1983/1984: Tappara (4)
- 1984/1985: TPS (4)
- 1985/1986: Tappara (5)
- 1986/1987: Kärpät (1)
- 1987/1988: Ilves (1)
- 1988/1989: TPS (5)
- 1989/1990: TPS (6)
- 1990/1991: TPS (7)
- 1991/1992: JyP HT (1)
- 1992/1993: TPS (8)
- 1993/1994: TPS (9)
- 1994/1995: Jokerit (2)
- 1995/1996: Jokerit (3)
- 1996/1997: Jokerit (4)
- 1997/1998: TPS (10)
- 1998/1999: TPS (11)
- 1999/2000: TPS (12)
- 2000/2001: Jokerit (5)
- 2001/2002: Tappara (6)
- 2002/2003: HPK (1)
- 2003/2004: TPS (13)
- 2004/2005: Kärpät (2)
- 2005/2006: Kärpät (3)
- 2006/2007: Kärpät (4)
- 2007/2008: Kärpät (5)
- 2008/2009: JYP (2)
- 2009/2010: JYP (3)
- 2010/2011: JYP (4)
- 2011/2012: KalPa (1)
- 2012/2013: Jokerit (6)
- 2013/2014: Kärpät (6)
- 2014/2015: Kärpät (7)
- 2015/2016: HIFK (1)
- 2016/2017: Tappara (7)
- 2017/2018: Kärpät (8)
- 2018/2019: Kärpät (9)
- 2019/2020: Kärpät (10)
- 2020/2021: Lukko (1)
- 2021/2022: Tappara (8)
- 2022/2023: Tappara (9)
- 2023/2024: Tappara (10)

Legenda:
- W nawiasach oznaczono kolejne zdobycie trofeum przez klub.
- Pogrubioną czcionką oznaczono drużynę, która po wygraniu sezonu zasadniczego zdobyła także mistrzostwo w fazie play-off (trofeum Kanada-malja).